# Cungoba
Cungoba é uma vila e sede da comuna rural de Bencadi, na circunscrição de Sicasso, na região de Sicasso.